# 맬린다 윌리엄스

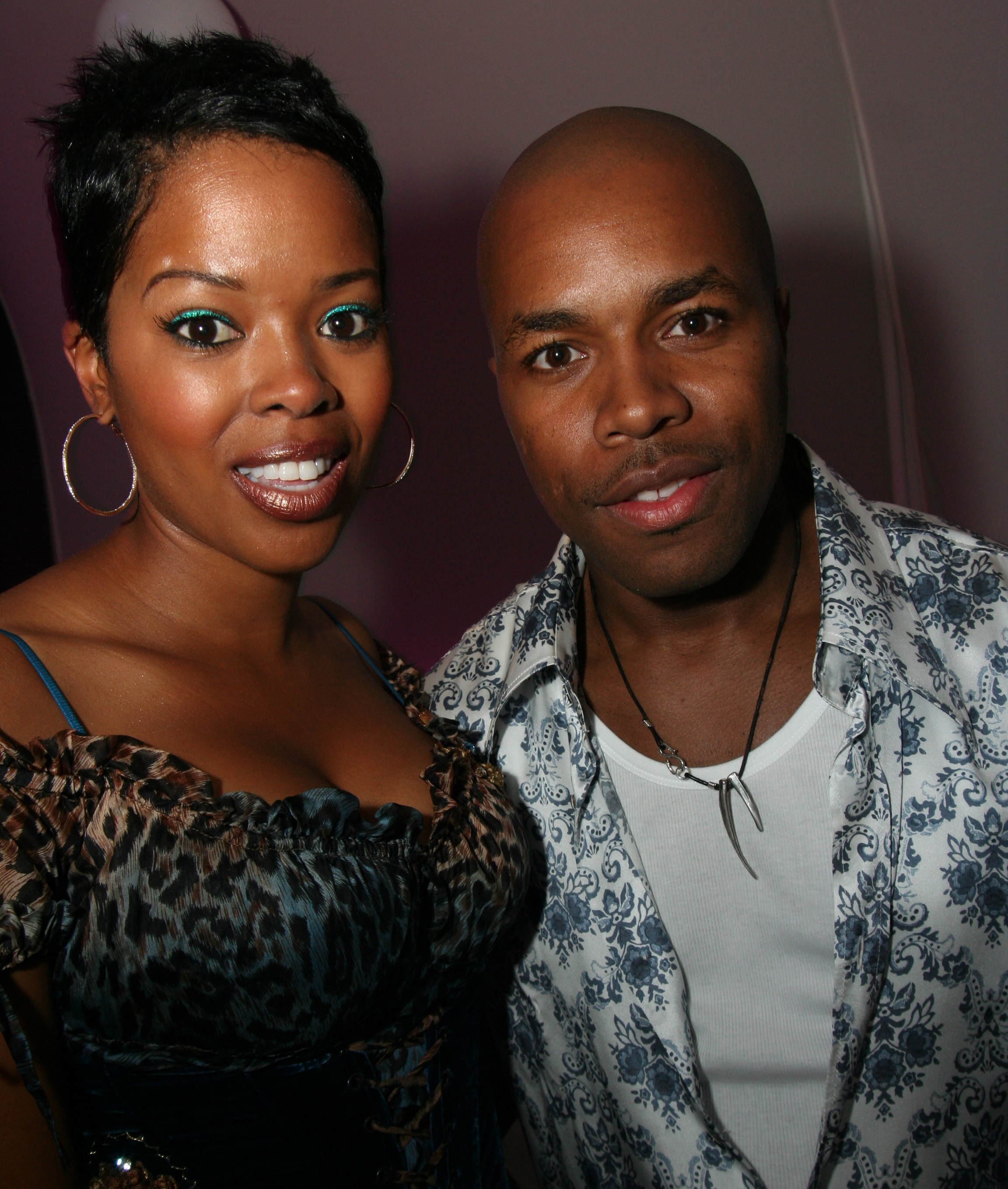

맬린다 윌리엄스(Malinda Williams, 1975년 9월 24일 ~ )는 미국의 배우, 텔레비전 배우, 영화배우이다.
하이델베르크에서 태어났다.

## 영화
- 워 페인트 (2018년)
- 엑시덴탈 러브 (2015년)
- 퍼센테이지 (2013년) - 카산드라 역
- 백 덴 (2012년) - 안드레아 역
- 2 데이즈 인 뉴욕 (2012년) - 엘리자베스 역
- 데이 인 더 라이프 (2009년)
- 퍼스트 선데이 (2008년)
- 대디즈 리틀 걸스 (2007년) - 마야 역
- 윈드폴 (2006년)
- 아이들와일드 (2006년) - 조라 역
- 더 디스트릭트 (2000년)
- 선셋 파크 (1996년)
- 굿모닝 스쿨 (1996년)
- 악녀와 바람둥이 (1996년)
- 코스비 가족 (1984년)